# György Kulin
Dans le nom hongrois Kulin György, le nom de famille précède le prénom, mais cet article utilise l’ordre habituel en français György Kulin, où le prénom précède le nom.
György Kulin (28 janvier 1905 à Nagyszalonta – 22 avril 1989 à Budapest) était un astronome hongrois.
Il découvrit 21 astéroïdes numérotés entre 1936 et 1941.
| Astéroïdes découverts, : 21 | Astéroïdes découverts, : 21 | Astéroïdes découverts, : 21 |
| --------------------------- | --------------------------- | --------------------------- |
| (1436) Salonta              | 11 décembre 1936            |                             |
| (1441) Bolyai               | 26 novembre 1937            |                             |
| (1442) Corvina              | 29 décembre 1937            |                             |
| (1444) Pannonia             | 6 janvier 1938              |                             |
| (1445) Konkolya             | 6 janvier 1938              |                             |
| (1452) Hunnia               | 26 février 1938             |                             |
| (1489) Attila               | 12 avril 1939               |                             |
| (1513) Mátra                | 10 mars 1940                |                             |
| (1538) Detre                | 8 septembre 1940            |                             |
| (1546) Izsák                | 28 septembre 1941           |                             |
| (1710) Gothard              | 20 octobre 1941             |                             |
| (2043) Ortutay              | 12 novembre 1936            |                             |
| (2058) Róka                 | 22 janvier 1938             |                             |
| (2242) Balaton              | 13 octobre 1936             |                             |
| (2712) Keaton               | 29 décembre 1937            |                             |
| (2738) Viracocha            | 12 mars 1940                |                             |
| (3019) Kulin                | 7 janvier 1940              |                             |
| (3380) Awaji                | 15 mars 1940                |                             |
| (3427) Szentmártoni         | 6 janvier 1938              |                             |
| (7317) Cabot                | 12 mars 1940                |                             |
| (10258) Sárneczky           | 6 janvier 1940              |                             |